# Heinz Fischer
Heinz Fischer ([haɪnts ˈfɪʃɐ]ⓘ; Graz, 9 oktober 1938) is een Oostenrijks politicus voor de Sociaaldemocratische SPÖ. Van 2004 tot 2016 was hij bondspresident van Oostenrijk.
Fischer studeerde rechten aan de Universiteit van Wenen, waar hij in 1961 promoveerde. Fischer werd in 1971 gekozen in de Nationale Raad, waarvan hij tussen 1990 en 2004 voorzitter was. Hij was Minister van Wetenschap in de regering van Fred Sinowatz, tussen 1983 en 1987. Hij was naast zijn politieke carrière hoogleraar politicologie aan de universiteit van Innsbruck.
In januari 2004 kondigde hij aan verkiesbaar te willen zijn als opvolger van Bondspresident Thomas Klestil. Hij werd - hoewel op dat moment lid van een oppositiepartij - met bijna 53% van de stemmen gekozen in zijn strijd tegen de conservatieve Benita Ferrero-Waldner (ÖVP), die even later benoemd zou worden tot Euro-commissaris. 
Sinds zijn verkiezing tot president is Fischers populariteit alleen nog maar gestegen. In oktober 2008 gaf de Oostenrijkse posterij een postzegel uit met zijn beeltenis. Ook woonde hij in die maand de begrafenis bij van de verongelukte gouverneur van Karinthië, Jörg Haider.
In juli 2010 stelde hij de dienstplicht ter discussie en deed daarbij de volgende uitspraak:
"Vrouwen verkrijgen steeds meer rechten, dan kan men ook argumenteren dat ze meer plichten moeten overnemen."
Na twee termijnen als bondspresident kon hij zich voor de verkiezingen van april 2016 niet meer verkiesbaar stellen. Op 8 juli 2016 zou zijn opvolger geïnstalleerd worden, maar omdat de tweede ronde tussen Alexander Van der Bellen en Norbert Hofer moest worden overgedaan, bleef Fischer aan tot 26 januari 2017.
- Bibsys: 6090420
- Bibliothèque nationale de France: cb12206542j (data)
- Gemeinsame Normdatei: 120668890
- International Standard Name Identifier: 0000 0001 1060 5968
- Library of Congress Control Number: n80138883
- Nationale Bibliotheek van Tsjechië: skuk0002456
- Nationale bibliotheek van Australië: 35785235
- Nationale Bibliotheek van Israël: 987007278561005171
- Nationale Bibliotheek van Polen: a0000002227958
- Nationale en Universitaire bibliotheek Zagreb: 000049474
- Nederlandse Thesaurus van Auteursnamen: 069413843
- Système universitaire de documentation: 080457304
- Trove: 1086650
- Virtual International Authority File: 46800469
- WorldCat: E39PBJxmGBwbg8y4xRW9ypXGHC

Karl Seitz · Michael Hainisch · Wilhelm Miklas · Anschluss · Karl Renner · Theodor Körner · Adolf Schärf · Franz Jonas · Rudolf Kirchschläger · Kurt Waldheim · Thomas Klestil · Heinz Fischer · Alexander Van der Bellen